# Liste der türkischen Botschafter auf Zypern
Von 1925 bis Juli 1927 sowie von Juli 1928 bis 1939 befand sich ein Konsulat in Larnaka, das der türkischen Gesandtschaft in London unterstellt war und für das Asaf Bey, Kançılar Zühdü Bey und Katip Mustafa Kamil Bey Exequatur hatten.
1939 wurde der Sitz des Konsulates nach Nikosia verlegt.
Seit 15. November 1983 erkennt die türkische Regierung die Türkische Republik Nordzypern an.
| Ernennung Akkreditierung | Botschafter        | Bemerkung | Liste der Ministerpräsidenten der Türkei | Liste der Staatsoberhäupter von Zypern | Posten verlassen |
| ------------------------ | ------------------ | --- | ---------------------------------------- | -------------------------------------- | ---------------- |
| 1925                     | Asaf Bey           | Konsul in Larnaka | Ali Fethi Bey                            | Malcolm Stevenson                      | Juli 1927        |
| Juli 1927                | Asaf Bey           | Konsul in Larnaka | Ali Fethi Bey                            | Ronald Storrs                          | 1931             |
| 1931                     | Kançılar Zühdü Bey | Konsul in Larnaka | Ali Fethi Bey                            | Ronald Storrs                          |                  |
| 1939                     | Mustafa Kamil Bey  | Konsul in Nikosia, Schreiber | Refik Saydam                             | Herbert Richmond Palmer                |                  |
| 17. Aug. 1960            | Emin Dirvana       | Oberst aD | Cemal Gürsel                             | Makarios III.                          | 1962             |
| 1962                     | Faruk Şahinbaş     | | İsmet İnönü                              | Makarios III.                          | 1964             |
| 1964                     | Mazhar Özkol       | (* 1912 in Skopje; † 24. Dezember 1984) Abitur: Gymnasium in Bursa, Studium der Rechtswissenschaft an der Universität Ankara, sowie Doktor der Rechte der Universität Paris, 1954 Leitung der türkischen Delegation zum Opiumprotokoll von 1953 in Vorbereitung zum Einheitsabkommen über die Betäubungsmittel, 6. Januar 1961 – 25. Oktober 1961: verfassungsgebende Versammlung als Vertreter der Handwerksunternehmer, 1961 Staatssekretär im Handelsministerium. | İsmet İnönü                              | Makarios III.                          | 1966             |
| 1966                     | Özdemir Benler     | | Suad Hayri Ürgüplü                       | Makarios III.                          | 1967             |
| 1967                     | Ercüment Yavuzalp  | (* 1924 in Ankara) Abitur: Galatasaray-Gymnasium, 1948: Studium: Politikwissenschaft und Eintritt in den öffentlichen Dienst, 1949: Eintritt in den auswärtigen Dienst, 1967-Dezember 1970: Botschafter in Nikosia, 1970–1972: Botschafter in Beirut, 1976 bis 1979: ständiger Vertreter beim Nordatlantikrat, 1979–1982: Botschafter in Moskau, 1985 bis 1989: Leiter der Mission beim Büro der Vereinten Nationen in Genf. | Suad Hayri Ürgüplü                       | Makarios III.                          | 1972             |
| 1972                     | Asaf İnhan         | | Ferit Melen                              | Makarios III.                          | 1976             |
| 1976                     | Candemir Önhon     | | Süleyman Demirel                         | Rauf Denktaş                           | 1979             |
| 1979                     | İnal Batu          | (* 24. September 1936 in Ankara; † 5. August 2013 in Istanbul) Sohn von Selahattin Batu, 1959–1960: Studium der Politikwissenschaft an der Universität Ankara, 1979–1984: Botschafter in Nikosia, 1984–1987: Botschafter in Islamabad, 1989–1993: Botschafter in Prag, 1993–1995: Ständiger Vertreter beim UN-Hauptquartier, 1998–1999: Botschafter in Rom, 14. Oktober 2002 bis 22. Juli 2007: Außenministerium: Parlamentarischer Staatssekretär der 22. Legislaturperiode Große Nationalversammlung der Türkei von der Cumhuriyet Halk Partisi. | Süleyman Demirel                         | Rauf Denktaş                           | 15. Nov. 1983    |
| 15. Nov. 1983            | İnal Batu          | | Turgut Özal                              | Rauf Denktaş                           | 1984             |
| 1984                     | Bedrettin Tunabaş  | (* 1930 in Istanbul) 1950: Abitur: St. Joseph High School (Istanbul), 1954: Studium der Politikwissenschaft an der Universität Ankara, 1975–1978: Generalkonsul in Rotterdam, 1982–1984: Botschafter in Seoul, 1984–1987: Botschafter in Nord-Nikosia, 1990–1995: Botschafter in Budapest. | Turgut Özal                              | Rauf Denktaş                           | 1987             |
| 1987                     | Ertuğrul Kumcuoğlu | (* 1938 in Sultanhisar) 1961: Studium der Politikwissenschaft und Volkswirtschaft an der Universität Ankara, Master der New York University, Finanzinspektor, 1987–1991: Botschafter in Nord-Nikosia, Vizepräsident von Beşiktaş Istanbul. | Turgut Özal                              | Rauf Denktaş                           | 1991             |
| 1991                     | Cahit Bayar        | (* 1935 in Istanbul), 1959: Studium der Politikwissenschaft an der Universität Ankara, 31. Juli 1959 Eintritt in den Dienst des Innenministeriums, 4. Januar 1960: Offizier der Streitkräfte, 1977–1978: Gouverneur von Diyarbakır, 1978: Gouverneur von Malatya, 1979–1981: Gouverneur von Erzurum, 1984–1988: Gouverneur von Ankara, 1988–1991: Gouverneur von Istanbul, 1991–1995: Botschafter in Nord-Nikosia, 11. Januar 1999 – 29. Mai 1999: in der Regierung von Bülent Ecevit: Innenminister. | Ahmet Mesut Yılmaz                       | Rauf Denktaş                           | 1995             |
| 1995                     | Aydan Karahan      | (* 1. Juli 1942) 1965: Studium der Politikwissenschaft an der Universität Ankara, 1992–1995: Botschafter in Beirut, 1995–1996: Botschafter in Nord-Nikosia, 2000–2003: Botschafter in Den Haag, 2003: Botschafter in Budapest, 2004–2006: Botschafter in Nord-Nikosia, In seiner zweiten Amtszeit als Botschafter in Nord-Nikosia war Serdar Denktaş geschäftsführender Nordzyprischen Ministerpräsident ein Amt, das schon dessen Vater Rauf Denktaş innehatte. Aydan Karahan kommentierte auf einer Pressekonferenz, dass dies in Republiken vorkommt und in diesem Fall hätten sogar Wahlen stattgefunden und verglich das Ereignis mit der Einführung des Euros in den Niederlanden und in Ungarn deren Zeuge er war. 2007: Versetzung in den Ruhestand, Dozent an der Amerikanischen Universität Girne. | Tansu Çiller                             | Rauf Denktaş                           | 1996             |
| 1996                     | Ertuğrul Apakan    | (* 1947 in Bornova) 1965: Abitur am Bornova Anadolu Lisesi, 1969: Studium der Politikwissenschaft an der Universität Ankara, 1970: Studium Wirtschaftswissenschaft an der Ege Üniversitesi, 1971: Eintritt in den auswärtigen Dienst, 1996–2000: Botschafter in Nord-Nikosia, 2000–2004: Botschafter in Athen, 2004–2006: Abteilung für Seeschifffahrt und Luftfahrt, 2006–2009: beamteter Staatssekretär im Außenministerium, 2009 – 25. Oktober 2012: ständiger Vertreter beim UN-Hauptquartier. | Necmettin Erbakan                        | Rauf Denktaş                           | 2000             |
| 2000                     | Hayati Güven       | (* 19. Oktober 1948 in Istanbul) 1975: Studium der Politikwissenschaft an der Universität Ankara, Eintritt in den auswärtigen Dienst, 2000–2004: Botschafter in Nord-Nikosia, 17. Januar 2005-1 April 2008: Leitung der Abteilung Sicherheit, 1. April 2008-21 Dezember 2011 Botschafter in Oslo, 5. Januar 2012 – 16 September 2013: Botschafter in Santiago de Chile | Bülent Ecevit                            | Rauf Denktaş                           | 2004             |
| 2004                     | Aydan Karahan      | | Recep Tayyip Erdoğan                     | Rauf Denktaş                           | 2006             |
| 2006                     | Türkekul Kurttekin | (* 2. Januar 1944 in Istanbul) 1966: Studium der Politikwissenschaft an der Universität Ankara, 1969: Eintritt in den auswärtigen Dienst, 1990: Leitung der Abteilung islamische Staaten, 1992 Leitung der Abteilung Naher Osten, Stellvertreter des Leiters der Abteilung Südafrika, 1994–1999: Botschafter in Riadh, 1999: Leiter Abteilung bilaterale Vereinbarungen, 2002–2006: Leiter der Mission beim Büro der Vereinten Nationen in Genf, 2006–2008: Botschafter in Nord-Nikosia. | Recep Tayyip Erdoğan                     | Mehmet Ali Talât                       | 2008             |
| 2009                     | Şakir Fakılı       | (* 25. September 1953 in Istanbul) 1976: Studium der Politikwissenschaft an der Universität Ankara, 1977–1979: Handelsministerium, 1979: Eintritt in den Auswärtigen Dienst, 1992–1993: Konsul in Batumi, 1995–1999: Konsul in Nürnberg, 2001–2004: Leiter der Abteilung Bilaterale Verträge, 2009–2010: Botschafter in Nord-Nikosia, 2010–2013: Leiter der Abteilung Konsularisches, November 2013: Botschafter in Budapest. | Recep Tayyip Erdoğan                     | Mehmet Ali Talât                       | 22. Juli 2010    |
| 1. Aug. 2010             | Kaya Türkmen       | (* 30. September 1956 in Brüssel) 1974: Abitur: St. Joseph High School (Istanbul), 1979: Studium der Politikwissenschaft an der Universität Ankara, 2007–2010: Botschafter in Lissabon, 2010–2011: Botschafter in Nord-Nikosia, Enkel von Galip Evcen 1938: Botschaftssekretär in Berlin, 1942–1944: Generalkonsul in Hamburg. 1952–1966: Generalkonsul in Köln, 1. August 2010 – 17. März 2011: Botschafter in Nord-Nikosia, September 2013: Botschafter in Stockholm. | Recep Tayyip Erdoğan                     | Derviş Eroğlu                          | 17. März 2011    |
| 1. Apr. 2011             | Halil İbrahim Akça | (* 1963 in Sivas) 1988 Studium der Elektrotechnik an der İstanbul Teknik Üniversitesi, 1989: Verbeamtung, 1992–1994: Master der Betriebswirtschaft der University of Delaware, 2002–2008: beamteter Staatssekretär der Planungsorganisation, 10. Januar 2011: Botschafter in Nord-Nikosia. | Recep Tayyip Erdoğan                     | Derviş Eroğlu                          | 1. Apr. 2013     |